# لیونا (تگزاس)
لیونا، تگزاس (به انگلیسی: Leona, Texas) یک شهر در ایالات متحده آمریکا با جمعیت ۱۸۱ نفر است که در تگزاس واقع شده‌است.

## موقعیت جغرافیایی
موقعیت جغرافیایی شهرها و مناطق اطراف به شرح زیر است: